# Sphex melanocnemis
Sphex melanocnemis är en biart som beskrevs av Kohl 1885. Sphex melanocnemis ingår i släktet Sphex och familjen grävsteklar. Inga underarter finns listade i Catalogue of Life.